# ピッツバーグ・バーガーズ
ピッツバーグ・バーガーズ（Pittsburgh Burghers）は、1890年にアメリカ合衆国ペンシルベニア州ピッツバーグを本拠地として、プレイヤーズ・リーグに参加していたプロ野球チーム。

## 球団史
1890年のプレイヤーズ・リーグ創設時に結成されたチームで、監督のネッド・ハンロンをはじめ、選手の大半は前年にピッツバーグ・アレゲニーズ（現パイレーツ）に在籍していた選手だった。攻撃は一塁手のジェイク・ベックリーと、捕手のフレッド・キャロルが牽引し、監督のハンロン自身も65盗塁を記録するなどしたが、勝ち越しはできなかった。同年のプレイヤーズ・リーグの破綻を受けチームは1年で解散、選手達の多くは1891年に改称した元のピッツバーグ・パイレーツに戻っていった。

## 戦績
※順位は勝率による。
| 年度   | リーグ | 試合 | 勝利 | 敗戦 | 勝率 | 順位 | 監督             | 本拠地              |
| ------ | ------ | ---- | ---- | ---- | ---- | ---- | ---------------- | ------------------- |
| 1890年 | PL     | 128  | 60   | 68   | .469 | 6位  | ネッド・ハンロン | Exposition Park III |

## 所属した主な選手
- ジェイク・ベックリー：一塁手。後年アメリカ野球殿堂入り。チーム最多の120打点を挙げた。
- ハリー・ステイリー：投手。1890年の成績は21勝25敗。
- パッド・ガルヴィン：通算364勝を挙げたアメリカ野球殿堂入り投手。引退間近でこの年は12勝13敗に終わった。

## 主な球団記録
打撃記録
- 通算安打数：167（ジェイク・ベックリー）
- 通算本塁打：9（ジェイク・ベックリー、ジョッコ・フィールズ）
- 通算打点数：120（ジェイク・ベックリー）
- 通算盗塁数：65（ネッド・ハンロン）

投手記録
- 通算勝利数：21（ハリー・ステイリー）
- 通算奪三振：145（ハリー・ステイリー）